# Teorija grafova
Teorija grafova, grana diskretne matematike koja se bavi grafovima, vrstom matematičkih objekata,:1 jer njima možemo modelirati složene probleme veoma jednostavno.:3:1

## Predmet proučavanja
U matematici i računarstvu pod ovom se teorijom smatra se proučavanje matematičkih struktura (grafova) korištenih radi predstavljanja odnosa koje uključuju dva elementa određene kolekcije. Graf je u gruboj definiciji skup objekata: vrhova, točaka ili čvorova. Povezuju ih veze bridovi odnosno crte (linije). Uz dani skup objekata čvorova i drugi skup objekata bridova, definicija grafa je odnos između tih skupova: svaki brid spaja par čvorova. Grafove se prikazuju crtanjem točaka za svaki vrh i povlačenjem luka između dvaju vrhova, ako ih povezuje brid. Kod usmjerenog grafa, smjer se navodi crtanjem strijelice. Svakom se bridu može pridružiti realan broj, čime je graf proširen težinskom funkcijom i to je težinski graf. Npr. kada graf predstavlja mrežu cesta, težinska funkcija je npr. duljina svakog puta.

## Povijest
Začetak teorije grafova u svezi je s jednim problemom iz stvarnog života. Radi se o problemu sedam königsberških mostova. U naravi po današnjim je mjerilima to logistički problem. Švicarski matematičar Leonhard Euler 1736. godine postavio i riješio taj problem. Objavio je 1741. godine članak Solutio problematis ad geometriam situs pertinentis u časopisu Commentarii academiae scientiarum Petropolitanae, u kojem je formulirao i riješio ovaj problem i ovaj se rad smatra prvim radom u teoriji grafova.
Riječ graf ušla je u široku uporabu tek 1936. kad je Dénes Kőnig objavio monografiju Theorie der endlichen und unendlichen Graphen. Ta se godina uzima kao trenutak osnutka teorije grafova kao samostalne matematičke discipline. 1950-ih teorija dobiva na zamahu i procvat kad su se razvile komunikacijske, biheviorističke znanosti i tehnologija.

## Primjena
Teorija grafova ima široke primjene u različitim disciplinama te njome razmatramo strukture kojima možemo modelirati mnogo problema iz svakodnevnice. Mnogo se primjenjuje na području računalnih mreža, npr. na područjima algoritma usmjeravanja, traženja puteva kroz mrežu te opisivanju topologije mreže.:1